# Dicliptera harlingii
Dicliptera harlingii är en akantusväxtart som beskrevs av Wassh.. Dicliptera harlingii ingår i släktet Dicliptera och familjen akantusväxter. Inga underarter finns listade i Catalogue of Life.